# Forshaga
Forshaga är en tätort och centralort i Forshaga kommun i centrala Värmland. 
Forshaga är belägen vid Klarälven, omkring 20 kilometer norr om dess delta i och runt Karlstad där älven rinner ut i Vänern.

## Historik
Forshaga är en bruksort, som till stor del växt upp runt pappersbruket. Inflyttningen till orten skedde i samband med den industriella revolutionen. Därför finns det få äldre byggnader i Forshaga. Bland annat invigdes Forshaga kyrka så sent som den 20 mars 1921 av biskop Johan Alfred Eklund.
Ortens tillväxt var även starkt knuten till järnvägen, NKlJ-banan, mellan Skoghall och Hagfors, vilken passerade igenom samhället. Mellan Forshaga och Skived, beläget på andra sidan Klarälven, uppfördes en järnvägsbro. Sedan järnvägen rivits upp används den idag istället av fotgängare och cyklister och är nu en del av Klarälvsbanan.

### Administrativa tillhörigheter
Forshaga var en ort i Grava socken och Forshaga ingick efter kommunreformen 1862 i Grava landskommun. 1 november 1907 bildades Forshaga municipalsamhälle för orten. 1944 bröts orten ut ur landskommunen och bildade Forshaga köping.  1971 uppgick köpingen i Forshaga kommun med Forshaga som centralort.
Forshaga tillhörde före 1908 Grava församling och tillhör från 1908 Forshaga församling.
Förshaga ingick till 1882 i Karlstads tingslag, därefter till 1971 i Mellansysslets tingslag. Från 1971 till 2005 ingick orten i Karlstads domsaga och Forshaga ingår sedan 2005 i Värmlands domsaga.

### Befolkningsutveckling
| Befolkningsutvecklingen i Forshaga 1960–2020 | Befolkningsutvecklingen i Forshaga 1960–2020 | Befolkningsutvecklingen i Forshaga 1960–2020 | Befolkningsutvecklingen i Forshaga 1960–2020 | Befolkningsutvecklingen i Forshaga 1960–2020 |
| -------------------------------------------- | -------------------------------------------- | -------------------------------------------- | -------------------------------------------- | -------------------------------------------- |
|                                              |                                              |                                              |                                              |                                              |
| År                                           |                                              |                                              | Folkmängd                                    | Areal (ha)                                   |
| 1960                                         | 1960                                         |                                              | 3 935                                        |                                              |
| 1965                                         | 1965                                         |                                              | 4 003                                        |                                              |
| 1970                                         | 1970                                         |                                              | 4 297                                        |                                              |
| 1975                                         | 1975                                         |                                              | 6 000                                        |                                              |
| 1980                                         | 1980                                         |                                              | 6 641                                        |                                              |
| 1990                                         | 1990                                         |                                              | 6 574                                        | 492                                          |
| 1995                                         | 1995                                         |                                              | 6 560                                        | 503                                          |
| 2000                                         | 2000                                         |                                              | 6 315                                        | 503                                          |
| 2005                                         | 2005                                         |                                              | 6 355                                        | 503                                          |
| 2010                                         | 2010                                         |                                              | 6 229                                        | 518                                          |
| 2015                                         | 2015                                         |                                              | 6 341                                        | 555                                          |
| 2020                                         | 2020                                         |                                              | 6 448                                        | 549                                          |
|                                              |                                              |                                              |                                              |                                              |

## Samhälle och service
Forshaga har ett förhållandevis rikt utbud av service, trots sin närhet till Karlstad. På orten finns ett flertal butiker samt bibliotek, systembolag, vårdinrättningar och restauranger liksom hotell och tidigare även vandrarhem. Det sistnämnda var inrymt i ett stort stenhus som kallas Slottet nära kyrkan och älven. 

## Industri

Flygfoto över Forshaga från cirka 1960.

I kommunen finns det enligt Foregs statistik över 650 små och medelstora företag inom ett brett spektrum av branscher. Ett flertal av dem är verksamma inom verkstad, handel, dentalteknik samt inom vård och rehabilitering av ungdomar.
Forshaga kommun är den största arbetsgivaren med cirka 950 anställda och det största privata företaget är Stora Enso i Forshaga som har cirka 100 anställda.
Kommunen har två företagshotell: Knipan och Activum.

## Utbildning
Centralskolan har rivits och ett Lärcenter har byggts med inflytt våren 2009.
Lärcentret inrymmer grundskola, komvux, YH-utbildning, SFI, bibliotek m.m.
I Forshaga finns också ForshagaAkademin, ett naturbruksgymnasium med utbildningarna sportfiske, jakt- och viltvård, hundsport och äventyrsturism. På skolan finns även Yrkeshögskoleutbildningen Fiske- och Jaktguide.

## Kultur
Forshaga har den största UKM-festivalen i Värmlands län. Varje år står teaterpacket för Forshagas nyårsrevy i Folkets hus.
På senare år har man i Forshaga även gjort sig kända för att ha Sveriges enda certifierade tomte, kallad  Inge i Halla, även känd som Värmlandstomten.

## Sport
Forshaga har en idrottsanläggning för fotboll och ishockey samt tre idrottshallar för innebandy och handboll. Dessa är belägna i anslutning till skolor. Man har en utbredd fisketurism, och i Forshaga finns ett naturbruksgymnasium (ForshagaAkademin) där det finns möjlighet att läsa sportfiske, jakt- och viltvård, hundsport och äventyrsturism. På ForshagaAkademin finns även Yrkeshögskoleutbildningen Fiske- och Jaktguide. Ortens ungdomar som vill gå något nationellt program måste göra det i Karlstad. 
Forshaga IF Hockeys representations lag spelar i Division 1. 
Inom nuvarande Forshaga kommun har ishockeylag fostrat två legender inom svensk ishockey, Nisse Nilsson och Ulf Sterner. Nisse Nilsson är född i Forshaga medan Ulf Sterner föddes i Nedre Ullerud vid Deje en mil norr om Forshaga och inledde karriären i ishockeylaget Deje IK. Även inom damhockeyn har Forshaga lyckats fostra en spelare i Olivia Carlsson, tidigare lagkapten i MoDo och given under många år i landslaget. En annan känd sportutövare från orten är höjdhopparen Stefan Holm.